# 재일 러시아인
재일 러시아인(일본어: 在日ロシア人)은 일본에 살고있는 러시아인을 말한다.

## 역사
1739년 지바현에서 처음으로 러시아인이 상륙을 했다. 1861년에는 러시아 정교회를 전도하려고 하코다테시에 상륙했다.

#### 20세기
1918년에는 러시아인들이 볼셰비키와 10월 혁명을 피하기 위해 소수의 러시아인이 일본으로 이주를 했다.

## 오늘날의 러시아계 일본인의 상황
오늘날 7,000-8000여 명의 러시아인이 거주하고 있다. 일본어와 러시아어를 쓴다. 문화적으로나 종교적으로는 러시아인들과 거의 비슷하다.

## 재일 러시아인의 일람
- 빅토르 스타루힌
- 오쿠보 기요시

## 같이 보기
- 재일외국인
- 일본의 민족 문제